# Gabriello Puliti
Gabriello Puliti ou Gabrielle (Montepulciano, près d'Arezzo (Toscane), mars 1583 – Istrie ou Trieste, 19 juin 1644) est un compositeur italien.

## Biographie
Puliti est un franciscain, dont le patronyme issu du nom latin sa ville natale (Monte Politiano), est sans doute un choix lors de son entrée dans l'ordre. Sa formation est sans doute effectuée à Florence au monastère de Santa Croce, une institution nommée Lo Studio, pour lequel il dédie ses Pungenti dardi spirituali en 1618 : Lo Studio di Santa Croce. 
Il est nommé maître du chœur du monastère de Pontremoli en 1600 et deux ans plus tard, organiste au monastère de Piacenza, puis en 1604, au monastère de Pola) et en 1605, il était maestro di cappella et organiste à Muggia, près de Trieste. Pendant trois ans à partir de 1606, il est organiste à Capodistria, capitale administrative de l'Istrie Vénitienne. 
De 1609 à 1612, il est à Trieste (terre appartenant au Habsbourg) au service de l'Évêque Ursino de Bertis et officie à la Cathédrale San Giusto. De la période reste la Ghirlanda odorifera (1612) pour trois voix qu'il dédie à un noble, Tranquillo Negri de Labin. En 1614 de nouveau à Capodistria et en 1616 il est à Pirano. Il publie deux volumes en 1614 : Psalmodia vespertina, op. 13 dédié à l'abbé du monastère cistercien de Stična dans la province autrichienne voisine de Carniole, et les Sacri concentus motets à trois voix et orgue dédiés à l’évêque de Veglia, une île plus au sud.
Il est ensuite au monastère de Capodistria (Koper) où il vit de 1618 et 1620 (élu au poste de guardiano). Puliti sert à Albona pendant deux ans (1621-22) où il est Maestro di Cappella della nobilissima Terra d’Albona à l'invitation des Negri, et retourne à Capodistria (1622–1624). En 1628, il est élu discretus du monastère sur l'île de Pago,. Il termine sa carrière à Trieste, de 1630 à 1638.
En travaillant dans les plus importantes villes de l'Istrie vénitienne, Puliti a bénéficié d'échanges avec d'autres compositeurs franciscains qui travaillent en Dalmatie, notamment Johannes Lucacich (Ivan Lukačič) et Giacomo Finetti, maestro di cappella de San Maria Gloriosa dei Frari de Venise.
En 2005, sa commune de naissance, Montepulciano, lui a dédié entièrement un festival d'orgue.

## Œuvre
Puliti est un compositeur prolifique, mais seuls quinze volumes ont survécu, alors que l'un d'entre-eux porte la mention opus 36.
Certains des madrigaux du Ardenti Baci (1609), sont à la louange de l'archiduc Maximilien Ernst et de Ferdinand II d'Autriche, ce qui indique qu'il était un membre d'une académie, très probablement l'Accademia Palladia de Capodistria.

### Sacrée
- Sacrae modulationes, quae vulgo motecta nuncupantur, quatuor, et quinis vocibus concinendae [motets] (Parme 1600, chez Erasmo Vioti)[7]
- Integra omnium solemnitatum vespertina psalmodia (Milan 1602, chez Simone Tini et Giovanni Francesco Besuti)
- Psalmodia vespertina omnium solemnitatum totius anni iuxta ritum Sacrosanctae Romanae Ecclesiae, quatuor vocibus paribus concinenda. Una cum parte organica, op. 13 (Venise 1614, chez Giacomo Vincenti)
- Sacri concentus, unis, binis, ternisque vocibus, una cum parte organica, op. 14 [motets à trois voix et orgue] (Venise 1614, chez Giacomo Vincenti)[8]
- Pungenti dardi spirituali a una voce sola, Canto ò Tenore, con il Basso sotto da sonare in qual si voglia strumento chorista, op. 20 (Venise 1618, chez Giacomo Vincenti)[8]
- Lilia convallium Beatae Mariae Virginis. Libro terzo delli con certi a una voce,  op. 22 (Venise 1620)[9]
- Sacri accenti. Libro quarto delli concerti a una voce, op. 23 (Venise 1620)[9]
- Celesti ardori : libro quinto delli concerti, op. 26 (Venise 1622 chez Alessandro Vincenti). Dédié à l'évêque de Pula, Umberto Testa.
- Il secondo libro delle messe a quattro voci, una concertata, e l’altra da choro, op. 30 (Venise 1624, chez Alessandro Vincenti)[10]
- Salmi dominicali, concertati con il Magnificat a 4. voci, et basso per l’organo, op. 36 (Venise 1635, chez Bartolomeo Magni)[11]

### Profane
- Scherzi, capricci et fantasie (Venise 1605)
- Baci ardenti : secondo libro de’ madrigali (Venise 1609)
- Ghirlanda odorifera di varij fior tessuta, cioè mascherate a tre voci. Libro primo (Venise 1612 chez Giacomo Vincenti)[12]. Dédié à Tranquillo Negri de Labin
- Lunario armonico perpetuo calculato al meridiano et clima delle principali città d’Italia, op. 16 (Venise 1615)
- Armonici accenti, op. 24 (Venise 1621). Dédié à Tranquillo Negri de Labin
- Fantaisie, scherzi et capricci da sonari di canzone, con un violon solo o vero corneto con il basso principale, op. 19 (Venise 1624, chez Alessandro Vicenti) Onze pièces.